# جان میئن (فیلم‌نامه‌نویس)
جان میئن (انگلیسی: John Meehan؛ ۸ مهٔ ۱۸۹۰ – ۱۲ نوامبر ۱۹۵۴) یک فیلم‌نامه‌نویس اهل کانادا بود.
وی فیلم‌نامه‌نویس فیلم‌هایی همچون زن مطلقه، روح آزاد، شهرک پسرها و دره تصمیم بوده‌است.